# Eyvind Brynildsen
Eyvind Brynildsen (ur. 14 stycznia 1988 w Moss) – norweski kierowca rajdowy. Ma za sobą starty w Mistrzostwach Świata – w sezonie 2011 startuje w serii SWRC.
W 2006 roku Brynildsen zadebiutował w Rajdowych Mistrzostwach Świata. Pilotowany przez Arne Rønninga i jadący Mitsubishi Lancerem Evo 7 zajął wówczas 44. miejsce w Rajdzie Szwecji. W 2007 roku rozpoczął starty samochodem Mitsubishi Lancer Evo 9. W 2008 roku zdobył 5 punktów w serii Production Cars WRC. Z kolei w 2009 roku był szósty w tej klasyfikacji dwukrotnie stając na podium w PCWRC: w Rajdzie Norwegii (2. miejsce) i Rajdzie Portugalii (3. miejsce). Pod koniec sezonu zaliczył 2 starty Škodą Fabią S2000. W 2010 roku startuje nią w serii SWRC. Zajął w niej 2. miejsce w Rajdzie Jordanii, i był 4. w Niemczech. W sezonie 2011 kontynuuje starty Škodą w SWRC.
Swoją karierę sportową Brynildsen rozpoczął od startów w kartingach, w których startował już w 9. roku życia. W 2003 roku wygrał norweskie Viking Trophy jadąc w teamie Petter Solberg Map Team. Debiut rajdowy zaliczył w 2005 roku w wieku 17 lat za kierownicą Volvo 740.

## Występy w mistrzostwach świata
| Sezon | Zespół                                 | Samochód                                  | 1        | 2      | 3          | 4          | 5             | 6         | 7             | 8         | 9         | 10              | 11            | 12        | 13              | 14        | 15            | 16              | Punkty | Miejsce |
| ----- | -------------------------------------- | ----------------------------------------- | -------- | ------ | ---------- | ---------- | ------------- | --------- | ------------- | --------- | --------- | --------------- | ------------- | --------- | --------------- | --------- | ------------- | --------------- | ------ | ------- |
| 2006  | Eyvind Brynildsen                      | Mitsubishi Lancer Evo 7                   | Monako   | 44     | Meksyk     | Hiszpania  | Francja       | Argentyna | Włochy        | Grecja    | Niemcy    | Finlandia       | Japonia       | Cypr      | Turcja          | Australia | Nowa Zelandia | Wielka Brytania | 0      | –       |
| 2007  | Eyvind Brynildsen                      | Mitsubishi Lancer Evo 9                   | Monako   | 19     | 13         | Meksyk     | 46            | Argentyna | Włochy        | Grecja    | Finlandia | 35              | Nowa Zelandia | 24        | Francja         | Japonia   | Irlandia      | Wielka Brytania | 0      | –       |
| 2008  | Eyvind Brynildsen                      | Mitsubishi Lancer Evo 9                   | Monako   | 37     | Meksyk     | Argentyna  | Jordania      | Włochy    | NU            | NU        | 49        | Niemcy          | Nowa Zelandia | 34        | Francja         | 13        | NU            |                 | 0      | –       |
| 2009  | Ralliart New Zealand Eyvind Brynildsen | Mitsubishi Lancer Evo 9 Škoda Fabia S2000 | Irlandia | 13     | Cypr       | 11         | 18            | 18        | Grecja        | Polska    | Finlandia | NU              | 13            | NU        |                 |           |               |                 | 0      | –       |
| 2010  | René Georges Rallysport                | Škoda Fabia S2000                         | 16       | 21     | 14         | Turcja     | Nowa Zelandia | 29        | Bułgaria      | Finlandia | 14        | Japonia         | 20            | Hiszpania | NU              |           |               |                 | 0      | –       |
| 2011  | Petter Solberg Engineering             | Škoda Fabia S2000                         | Szwecja  | Meksyk | Portugalia | 18         | NU            | Argentyna | 18            | NU        | Niemcy    | Australia       | 13            | Hiszpania | Wielka Brytania |           |               |                 | 0      | -       |
| 2012  | Eyvind Brynildsen                      | Ford Fiesta RS WRC                        | Monako   | 10     | Meksyk     | Portugalia | Argentyna     | Grecja    | Nowa Zelandia | Finlandia | Niemcy    | Wielka Brytania | Francja       | Włochy    | Hiszpania       |           |               |                 | 1      | 29.     |